# Bogdan Stodulny
Bogdan Stodulny (* 27. Mai 1953 in Otwock; † 24. November 1997) war ein polnischer Maler.

## Leben
Von 1968 bis 1974 besuchte Stodulny eine Kunstschule in Warschau. Anschließend, von 1974 bis 1979, studierte er an der Akademie der Bildenden Künste in Warschau bei Zofia Kowalska, Bohdan Urbanowicz und Jan Lisa. Seine Abschlussarbeit legte er bei Kazimierz Nita an der Fakultät für Innenarchitektur über die räumliche Entwicklung des Zentrums von Otwock ab und verteidigte sie mit Auszeichnung.
Von 1979 bis 1983 arbeitete Stodulny als Ausstellungsmanager beim polnischen Staatsunternehmen für bildende Künste (Państwowe Przedsiębiorstwo Sztuk Plastycznych). Eine Reise nach Australien im Jahr 1985 beeindruckte den Künstler sehr. Er schuf dort eine Reihe von Bildern mit dem Serientitel Journey to the Interior of the Imagination, die in Galerien in Brisbane und Sydney sowie später in Warschau ausgestellt wurden.
1994 eröffnete er zusammen mit Krzysztof Wojtarowicz die Galerie „Atelier“ in der Warschauer Altstadt in Räumlichkeiten der Warschauer Niederlassung der Polskie Towarzystwo Turystyczno-Krajoznawcze. Ab 1996 führte er als „Painting Theatre“ bezeichnete, öffentliche Malsitzungen mit dem Publikum durch, in denen er über die Bedeutung abstrakter, nicht-figurativer Kunst sprach.
Am 24. November 1997 starb Stodulny bei einem Autounfall. Er ist auf dem Friedhof in Otwock begraben. Am 10. Dezember 1997 wurde im Museum der Region Otwock zu seinem Gedenken ein nach ihm benannter Ausstellungsraum („Galeria im. Bogdana Stodulnego“) eröffnet. Darüber hinaus finden in dem Museum regelmäßig Sonderausstellungen mit Werken von Stodulny statt.

## Werk
Bogdan Stodulny verfügt über ein beeindruckendes malerisches Erbe, das in der zeitgenössischen polnischen Kunst des ausgehenden 20. Jahrhunderts stark hervorgehoben wird. Seine Malerei zeigt eine Faszination für die weibliche Anatomie, er legte großen Wert auf die Erde oder den Abgrund und verlieh ihnen eine mystische Bedeutung. In den 1990er Jahren erlangte Stodulnys Malerei zunehmend symbolischen Charakter.
Auf der Website des Städtischen Zentrums für Kultur, Tourismus und Sport der Stadt Otwock wird Stodulny und seine Arbeit beschrieben:

„Ein Künstler, der sich für Menschen und ihre Beziehungen zu einander interessierte. Er liebte die Menschen, er lebte mit ihnen und für sie, sie faszinierten ihn ungemein, sie waren sein Hauptthema – wie die Luft, sie waren lebensnotwendig. ... Er war neugierig auf die Welt, die immer in Bewegung war und sich ständig veränderte, und auf unseren Platz in dieser Welt. Existenzielle Grundsatzfragen waren sein tägliches Brot. Eine ruhelose Seele, ständig auf der Flucht, immer mit Fragen, auf die er manchmal Antworten fand. Bogdan Stodulny war ein komplizierter Mensch, er dachte viel nach und sah, was ein einfacher Mensch nicht sehen kann. Seine gesamte Serie zum Thema Weltraum ist faszinierend: existenzielle Fragen, Nachdenken über den Anfang und das Ende des Universums. Oft sehen wir neben dem endlosen Raum auch den Tod oder etwas anderes, das den Anfang oder das Ende dessen darstellt, was passieren wird. Er schuf sein Universum oft zu Phil Collins’ Lied „In the Air Tonight“. ... Ein wichtiges Thema in Stodulnys Werk war Erotik und Körperlichkeit. Er verherrlichte den menschlichen Körper. ... Er liebte Frauen und das zeigt sich in seinen zahlreichen Akten. ... Bogdan mochte große Formate in der Malerei, wir sehen in seinen großen Gemälden oft Säulen, weißen Marmor, charakteristische Ornamente und Dekorationen. In seinen Werken sehen wir verschiedene Themen, aber alle seine Bilder sind in einem Ton angeordnet.“

## Ausstellungen
Neben vielen Gruppen- und Einzelausstellungen in Polen (wie auf der internationalen Kunstmesse sozialistischer Länder „Interart“ in Posen und im polnischen Sejm) wurden die Werke Stodulnys in anderen europäischen Ländern, in Afrika, Australien und den USA gezeigt:
| - 1983 – Luttenberg Galerie, Celle, Deutschland (Gruppenausstellung) - 1985 – „Ocean“, Androssan Gallery, Brisbane, Australien - 1985 – „Closer to creation of world“, Prouds Gallery, Sydney, Australien - 1985 – „Ocean“, Boronia Art Gallery, Sydney, Australien - 1987 – Wietzke GmbH, Hamburg, Deutschland - 1988 – Kalavala Theatre, Finnland - 1988 – Dijkstra Galerie, Amsterdam, Niederlande (Gruppenausstellung) - 1989 – „Eine kurze Geschichte der Welt“, Beste, Niederlande - 1990 – „Tribute to South Africa“, Arternatives Gallery, Johannesburg, Südafrika - 1991 – Galerie des Ministerpräsidenten von Nordrhein-Westfalen, Köln, Deutschland | - 1991 – „Einblicke“, Mönchengladbach, Deutschland - 1991 – Etica Delarte, Assisi, Gubbio, Italien - 1992 – Palazzo del Sadowski, Gubbio Italien - 1992 – „Eastern Art“, Dallas, USA - 1993 – Monflanquin, Frankreich - 1994 – Krypta, Amsterdam, Niederlande - 1995 – Galerie Hélène de Senneville, Petit Raffray, Mauritius - 1995 – Camus Center Art Deco, Antananarivo, Madagaskar - 1996 – „Sacrum“, Lüttich, Belgien |